# 康威生命游戏
康威生命游戏（英語：Conway's Game of Life），又称康威生命棋，是英国数学家约翰·何顿·康威在1970年发明的细胞自动机。
它最初於1970年10月在《科學美國人》雜誌上馬丁·葛登能的「數學遊戲」專欄出現。

康威生命游戏中的一种可持续繁殖模式：“比尔·高斯帕機槍”不断製造「滑翔機」

康威生命游戏中的较复杂演化模式：“播种机”模式不断生成“高斯帕機槍”来制造「滑翔機」

## 規則
生命遊戲中，對於任意細胞，規則如下：
- 每個細胞有兩種狀態 - 存活或死亡，每個細胞與以自身為中心的周圍八格細胞產生互動（如圖，黑色為存活，白色為死亡）
- 當前細胞為存活狀態時，當周圍的存活細胞低於2個時（不包含2個），該細胞變成死亡狀態。（模擬生命數量稀少）
- 當前細胞為存活狀態時，當周圍有2個或3個存活細胞時，該細胞保持原樣。
- 當前細胞為存活狀態時，當周圍有超過3個存活細胞時，該細胞變成死亡狀態。（模擬生命數量過多）
- 當前細胞為死亡狀態時，當周圍有3個存活細胞時，該細胞變成存活狀態。（模擬繁殖）

可以把最初的細胞結構定義為種子，當所有在種子中的細胞同時被以上規則處理後，可以得到第一代細胞圖。按規則繼續處理當前的細胞圖，可以得到下一代的細胞圖，周而復始。

## 概述
生命游戏是一個零玩家遊戲。它包括一个二维矩形世界，这个世界中的每个方格居住着一个活着的或死了的细胞。一个细胞在下一个时刻生死取决于相邻八个方格中活着的或死了的细胞的数量。如果相邻方格活着的细胞数量过多，这个细胞会因为资源匮乏而在下一个时刻死去；相反，如果周围活细胞过少，这个细胞会因太孤单而死去。实际中，玩家可以设定周围活细胞的数目怎样时才适宜该细胞的生存。如果这个数目设定过高，世界中的大部分细胞会因为找不到太多的活的邻居而死去，直到整个世界都没有生命；如果这个数目设定过低，世界中又会被生命充满而没有什么变化。
实际中，这个数目一般选取2或者3；这样整个生命世界才不至于太过荒凉或拥挤，而是一种动态的平衡。这样的话，游戏的规则就是：当一个方格周围有2或3个活细胞时，方格中的活细胞在下一个时刻继续存活；即使这个时刻方格中没有活细胞，在下一个时刻也会“诞生”活细胞。
在这个游戏中，还可以设定一些更加复杂的规则，例如当前方格的状况不仅由父一代决定，而且还考虑祖父一代的情况。玩家还可以作为这个世界的「上帝」，随意设定某个方格细胞的死活，以观察对世界的影响。
在游戏的进行中，杂乱无序的细胞会逐渐演化出各种精致、有形的结构；这些结构往往有很好的对称性，而且每一代都在变化形状。一些形状已经锁定，不会逐代变化。有时，一些已经成形的结构会因为一些无序细胞的“入侵”而被破坏。但是形状和秩序经常能从杂乱中产生出来。
这个游戏被许多计算机程序实现了。Unix世界中的许多駭客喜欢玩这个游戏，他们用字符代表一个细胞，在一个计算机屏幕上进行演化。比较著名的例子是，GNU Emacs编辑器中就包括这样一个小游戏。

## 穩定狀態

方塊
麵包
蜂巢
大船
小船
桶子
池塘
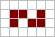
蛇
航空母艦
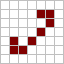
獨木舟
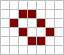
芒果
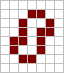
迴紋針

## 振盪狀態

- 信號燈（週期=2輪）
- 蟾蜍（週期=2輪）
- 紅綠燈（週期=2輪）
- 烽火（週期=2輪）
- 脈衝星（週期=3輪）
- 慨影（週期=15輪）

## 會移動的振盪狀態
|  |  |